# Atléticos de San Germán
Gli Atléticos de San Germán sono una società cestistica avente sede a San Germán, a Porto Rico. Fondati nel 1932, giocano nel campionato portoricano.
Disputano le partite interne all'Arquelio Torres Ramírez Coliseum.

## Palmarès
- Campionati portoricani: 14

1932, 1938, 1939, 1941, 1942, 1942-1943, 1947, 1948, 1949, 1950, 1985, 1991, 1994, 1997